# Sitio de Esparta
El sitio de Esparta fue un bloqueo armado librado en el año 272 a. C. entre los epirotas bajo su rey Pirro y una alianza entre Esparta, bajo el mando del rey Areo I y su hijo Acrótato y Macedonia. La batalla tuvo lugar en Esparta y terminó en una victoria espartano-macedónica.
A raíz de la campaña inicialmente exitosa en Italia, el rey Pirro se vio obligado a retirarse a Epiro por la República romana. A su regreso a Epiro, fue a la guerra de nuevo esta vez contra Antígono II Gónatas y se las arregló para tomar el control de Macedonia. En 272 a. C., Cleónimo, un príncipe espartano, habló con Pirro para pedirle ayuda para respaldar su derecho al trono de Esparta. Cleónimo estaba disgustado por el hecho de que había sido pasado por alto en el trono de Esparta en favor de su sobrino, Areo I, y que su joven esposa se había enamorado del hijo de Areo, Acrótato.
Pirro aceptó la propuesta de Cleónimo y marcharon hacia Esparta a la cabeza de su ejército. La mayor parte del ejército espartano estaba en ese tiempo haciendo campaña en Creta con Areo.

## Antecedentes

### Epiro
En 281 a. C., a petición de la polis de Tarento, Pirro, el rey del Estado griego de Epiro, fue con un ejército de 25 500 hombres y 20 elefantes a Italia para ayudarlos a luchar contra los romanos. Los romanos habían logrado conquistar la mayor parte de Italia y apuntaban ahora en tomar a las ciudades griegas en la Magna Grecia, después de llegar a Italia en 280 a. C., Pirro derrotó al ejército romano en la batalla de Heraclea, cerca de Tarento. Pirro repitió su éxito contra los romanos, derrotando a otro ejército romano en la batalla de Ásculo.
Sin embargo, estas victorias resultaron muy costosas para Pirro y desvió esta atención a Sicilia, donde los estados griegos de la isla, pedían su ayuda contra Cartago. A pesar de derrotar a los cartagineses, el comportamiento de Pirro le separó de sus aliados griegos y se vio obligado a abandonar Sicilia y regresar a la península itálica. Pirro atacó al reconstruido ejército romano y después de su derrota en la batalla de Benevento, Pirro regresó a Epiro.

El asedio de Esparta por Pirro, de Jean-Baptiste Topino-Lebrun.

La guerra en Italia había agotado los recursos financieros y militares de Pirro, pero a pesar de esto, declaró la guerra al rey Antígono II Gónatas de Macedonia. Asoló parte del país antes de que algunos soldados del ejército macedonio y algunas ciudades se unieran a él. Se las arregló para derrotar a Antígono, cerca del río Aóos, obligando a huir a Antígono en una flota a Salónica. A raíz de la huida de Antígono, Pirro fue capaz de hacerse con el control de la mayor parte de Macedonia y Tesalia.

### Esparta
Los espartanos estaban mal preparados para el asedio. El rey Areo la había abandonado recientemente para una campaña en Creta, y ningunos muros rodeaban la ciudad, por lo que era extremadamente vulnerable a una invasión. Pirro tomó ventaja de esto y puso sitio a la ciudad con más de 27.000 tropas y los 24 elefantes. Los espartanos eran solamente alrededor de 2000, pero llegaron refuerzos, y Pirro finalmente tuvo que abandonar el sitio para atacar a Argos. Fue en Argos que Pirro fue asesinado, poniendo fin a sus campañas.

## Citas
1. ↑  Plutarco. Vida de Cleómenes, 13.
* Smith. Dictionary of Greek and Roman Biography and Mythology, "Pyrrhus".
* Green, p. 228.
2. ↑  Plutarco. Vida de Cleómenes, 15.
* Smith. Dictionary of Greek and Roman Biography and Mythology, "Pyrrhus".
* Abbott, p. 120-21.
3. ↑  Plutarco. Vida de Cleómenes, 13.
* Smith. Dictionary of Greek and Roman Biography and Mythology, "Pyrrhus".
* Green, p. 230.